# Глєбова Олена (фігуристка)
Оле́на Глє́бова (ест. Jelena Glebova, рос. Елена Глебова; *16 червня 1989, Таллінн, Естонія) — естонська фігуристка, що виступає у жіночому одиночному фігурному катанні. Чотириразова переможиця Національної першості Естонії з фігурного катання (2004, 2005, 2007 і 2009 роки), неодноразова учасниця Чемпіонатів Європи (найкращий результат — 10-е місце в 2010 році) і світу (досі найвище досягнення — 15-а позиція в 2008 році), інших міжнародних змагань.

## Біографія
Старший брат Олени — Ілля Глєбов, також займається фігурним катанням. Він виступає в парному спортивному катанні з Марією Сєргєєвою, з якою вони є триразовими чемпіонами Естонії в своєму розряді.
Олена вчиться в Талліннському університеті на факультеті хореографії.

## Кар'єра

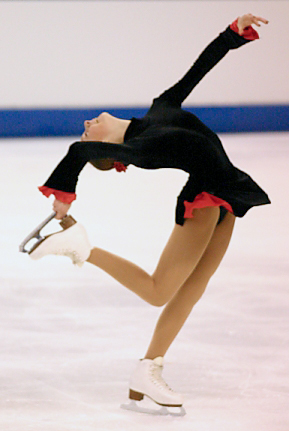
Олена Глєбова на ЧС-2005 з фігурного катання серед юніорів

Олена почала кататися на ковзанах у 5-річному віці, наслідуючи старшого брата, якому лікарі порадили частіше бувати на свіжому повітрі. Першим тренером юної фігуристки була Олена Кононова. Пізніше і Олена, і її брат перейшли в групу Анни Леванді.
Олена виграла свою першу дорослу першість країни в 2004 році, що дозволило їй вирушити на Чемпіонат світу з фігурного катання серед юніорів, де вона стала 27-ю. Наразі її найкращим досягненням на цих турнірах лишається 6-е місце в 2007 році.
З 2005 по 2008 роки Олена Глєбова представляла Естонію одночасно і на юніорському і на дорослому рівнях. Найкращий результат у її  кар'єрі цього часу на Чемпіонатах Європи — 12-а позиція в 2007 році, а на Чемпіонатах світу — 15-е місце в 2008 році.
Національну і європейську першості 2008 року Олена пропускала через травму. Не до кінця одужавши, вона все-таки виступила на Чемпіонаті світу з фігурного катання в цьому ж році, і після цього перенесла оперативне втручання.
Влітку 2008 року Олена, за порадою свого тренера, стажувалася в США у відомого фахівця-хореографа Марини Зуєвої.
В сезоні 2008/2009, Олена завоювала свою першу медаль дорослого міжнародного турніру — срібло на Меморіалі Карла Шефера. У цьому сезоні Олена бере участь на окремих етапах серії Гран-прі: виступає, зокрема, на «Skate Canada» (11-е місце) і «Cup of Russia» (6-е місце), а на початку грудня вчетверте перемогла на Національній першості Естонії з фігурного катання. На Чемпіонаті Європи з фігурного катання 2009 року Олена Глєбова посіла знову 12-е місце, а от на ЧС з фігурного катання 2009 року в Лос-Анджелесі, посідаючи за результатами короткої програми доволі високе 13-е місце, невдало виступила в довільній, і зайняла загальне 16-е місце, притому здобувши на цьому турнірі олімпійську ліцензію для участі на XXI Зимовій Олімпіаді (Ванкувер, 2010).

## Спортивні досягнення
| Змагання/Сезони                                    | 2002/2003 | 2003/2004 | 2004/2005 | 2005/2006 | 2006/2007 | 2007/2008 | 2008/2009 | 2009/2010 |
| -------------------------------------------------- | --------- | --------- | --------- | --------- | --------- | --------- | --------- | --------- |
| Зимові Олімпійські ігри                            |           |           |           | 28        |           |           |           |           |
| Чемпіонати світу з фігурного катання               |           |           | 33        |           | 18        | 15        | 16        |           |
| Чемпіонати Європи з фігурного катання              |           |           | 25        | 15        | 12        |           | 12        | 10        |
| Чемпіонати світу з фігурного катання серед юніорів |           | 27        | 20        | 11        | 6         | 11        |           |           |
| Чемпіонати Естонії з фігурного катання             | 3J.       | 1         | 1         | 2         | 1         |           | 1         | 1         |
| Етапи Гран-прі: «Skate America»                    |           |           |           |           |           |           |           | 5         |
| Етапи Гран-прі: «Cup of Russia»                    |           |           |           |           |           |           | 6         |           |
| Етапи Гран-прі: «Skate Canada»                     |           |           |           |           |           | 8         | 11        |           |
| Етапи Гран-прі: «Trophee Eric Bompard»             |           |           |           |           |           | 6         |           |           |
| Зимові Універсіади                                 |           |           |           |           |           |           | 4         |           |
| Меморіали Карла Шефера                             |           |           |           | 5         |           |           | 2         |           |
| Турніри «Nebelhorn Trophy»                         |           |           | 12        |           |           | 6         | 4         | 9         |
| Турніри «Finlandia Trophy»                         |           |           |           |           | 5         |           |           |           |
| Меморіали Ондрея Непела                            |           |           |           | 7         |           |           |           |           |
| Етапи юніорського Гран-прі, Угорщина               |           |           |           |           | 6         |           |           |           |
| Етапи юніорського Гран-прі, Чехія                  |           |           |           |           | 3         |           |           |           |
| Етапи юніорського Гран-прі, Естонія                |           |           |           | 6         |           |           |           |           |
| Етапи юніорського Гран-прі, США                    |           |           | 8         |           |           |           |           |           |
| Етапи юніорського Гран-прі, Україна                |           |           | 13        |           |           |           |           |           |
| Етапи юніорського Гран-прі, Болгарія               |           | 16        |           |           |           |           |           |           |
| Етапи юніорського Гран-прі, Польща                 |           | 25        |           |           |           |           |           |           |
| Турніри «Кубок Варшави»                            |           |           |           |           | 2J.       |           |           |           |

- J = юніорський рівень

## Виноски
1. ↑  Брат і сестра Глєбови — як день і ніч. Архів оригіналу за 27 лютого 2009. Процитовано 27 березня 2009.
2. ↑  Олена Глєбова суміщає навчання у внз і спорт. Архів оригіналу за 27 січня 2009. Процитовано 27 березня 2009.
3. ↑  Олену Глєбову очікує операція(рос.)[недоступне посилання з травня 2019]
4. ↑  Олена Глєбова відточувала свою майстерність у США[недоступне посилання з квітня 2019]
5. ↑  Олена Глєбова виходить із затінку. Архів оригіналу за 17 листопада 2021. Процитовано 27 березня 2009.
6. ↑  Результати короткої програми турніру фігуристок одиночниць на ЧС з фігурного катання 2009 року [Архівовано 5 листопада 2019 у Wayback Machine.] // офіційний сайт ІСУ